# سیارک ۱۱۹۵۹
سیارک ۱۱۹۵۹ (به انگلیسی: 11959 Okunokeno، نامگذاری:1994GG1) یازده هزار و نهصد و پنجاه و نهمین سیارک کشف شده‌است که در ۱۳ آوریل ۱۹۹۴ کشف شد.
قدر مطلق سیارک برابر ۲۵.۷ است.